# こどものじかんのディスコグラフィ
こどものじかんのディスコグラフィでは、 『こどものじかん』の関連CDについて記述する。発売元はランティス。

## キャラクターソング

### アニメ主題歌
九重りん、鏡黒、宇佐美々を演じている喜多村英梨、真堂圭、門脇舞以が歌っている。CDジャケットには、九重りん、鏡黒、宇佐美々が描かれている。
「れっつ！おひめさまだっこ」はテレビアニメ、「オトメチック初心者でーす」はOVAのオープニングテーマとして使用された。また、「オトメチック初心者でーす」はテレビアニメ12話のエンディングテーマとしても使用された。
収録曲
1. れっつ！おひめさまだっこ [3:28]
作詞：畑亜貴、作曲：前澤寛之、編曲：nishi-ken
  - テレビアニメ『こどものじかん』オープニングテーマ
2. オトメチック初心者でーす [4:01]
作詞：畑亜貴、作曲：田代智一、編曲：近藤昭雄
  - OVA『こどものじかん』オープニングテーマ
  - テレビアニメ『こどものじかん』第12話エンディングテーマ
3. れっつ！おひめさまだっこ（off vocal）
4. オトメチック初心者でーす（off vocal）

収録アルバム
| 曲名                     | 収録アルバム | 備考                                     |
| ------------------------ | ------------ | ---------------------------------------- |
| れっつ！おひめさまだっこ | ナニコレ。萌 | ランティスのコンピレーション・アルバム。 |

### キャラクターシングル
2007年12月26日発売された一連のシングルシリーズ。
テレビアニメのキャラクターソングシングルであり、それぞれに各キャラクターの楽曲とオープニング曲のソロVerが収録されている。
2007年12月26日に「九重りん」、「鏡黒」、「宇佐美々」の全3作が同時に発売された。
内容は「あてんしょん！」、キャラクターソング1曲、「ぶれいくたいむ！」、オープニング「れっつ！おひめさまだっこ」の各キャラのソロバージョン、キャラクターソングのオフヴォーカルの計5曲。「あてんしょん！」は著作権上に関する注意事項を各キャラが読み上げる。「ぶれいくたいむ！」は3人（りん、黒、美々）が各キャラのキャラクターソングを視聴した後（という設定で）に行われる、ちょっとしたキャラ同士の会話である。
特に、美々担当の「あてんしょん！ vol.3」では「『うp主サンクス』と言わせる行為」や「あなたたちはニコニコ笑顔かも知れないげど」など、ニコニコ動画愛用者に対する文句を連発している。

#### 九重りん
収録曲
1. あてんしょん！ vol.1
2. せんせい…初めてですか？
作詞：畑亜貴、作曲：田代智一、編曲：nishi-ken
3. ぶれいくたいむ！ vol.1
4. れっつ！おひめさまだっこ（Rin version）
作詞：畑亜貴、作曲：前澤寛之、編曲：nishi-ken
5. せんせい…初めてですか？（off vocal）

#### 鏡黒
収録曲
1. あてんしょん！ vol.2
2. すぃーと☆わーるど
作詞：畑亜貴・ハラユカ。、作曲：ツキダタダシ、編曲：近藤昭雄
3. ぶれいくたいむ！ vol.2
4. れっつ！おひめさまだっこ（Kuro version）
作詞：畑亜貴、作曲：前澤寛之、編曲：nishi-ken
5. すぃーと☆わーるど（off vocal）

#### 宇佐美々
収録曲
1. あてんしょん！ vol.3
2. らぶゆれ♪ゆれぶら
作詞：畑亜貴・ハラユカ。、作曲・編曲：村井大
3. ぶれいくたいむ！ vol.3
4. れっつ！おひめさまだっこ（Mimi version）
作詞：畑亜貴、作曲：前澤寛之、編曲：nishi-ken
5. らぶゆれ♪ゆれぶら（off vocal）

## コンピレーションアルバム
テレビアニメ、OVA版のコンピレーション・アルバム。2010年1月27日に発売。
収録曲
1. れっつ！おひめさまだっこ [3:29]
歌：九重りん（喜多村英梨）、鏡黒（真堂圭）、宇佐美々（門脇舞以）
作詞：畑亜貴、作曲：前澤寛之、編曲：nishi-ken
  - テレビアニメオープニングテーマ
2. せんせい…初めてですか？ [3:28]
歌：九重りん（喜多村英梨）
作詞：畑亜貴、作曲：田代智一、編曲：nishi-ken
3. すぃーと☆わーるど [4:21]
歌：鏡黒（真堂圭）
作詞：畑亜貴・ハラユカ。、作曲：ツキダタダシ、編曲：近藤昭雄
4. らぶゆれ♪ゆれぶら [3:31]
歌：宇佐美々（門脇舞以）
作詞：畑亜貴・ハラユカ。、作曲・編曲：村井大
5. ハナマル☆センセイション [3:48]
歌：Little Non
作詞・作曲：Little Non、編曲：nishi-ken
  - テレビアニメエンディングテーマ
6. オトメチック初心者でーす [4:03]
歌：九重りん（喜多村英梨）、鏡黒（真堂圭）宇佐美々（門脇舞以）
作詞：畑亜貴、作曲：田代智一、編曲：近藤昭雄
  - コミックス4巻付属OVAオープニングテーマ
7. やさしい [4:59]
歌：茶太
作詞：茶太、作曲・編曲：虹音
  - テレビアニメ6話エンディングテーマ
8. 愛情◎エデュケイション [3:49]
歌：Little Non
作詞・作曲：Little Non、編曲：nishi-ken
  - コミックス4巻付属OVAエンディングテーマ
9. Guilty Future [3:36]
歌：喜多村英梨
作詞：E-RImix with Ai * Mei Gui、作曲・編曲：小松一也
  - OVA『こどものじかん 2学期』オープニングテーマ
10. よりどりプリンセス [3:58]
歌：九重りん（喜多村英梨）、鏡黒（真堂圭）、宇佐美々（門脇舞以）
作詞：ノゾミ、作曲・編曲：酒井陽一
  - インターネットラジオ『こじからじお 2学期』オープニングテーマ
  - OVA『こどものじかん 2学期』1科目 特典CD収録
11. リボンの帰り道 [4:42]
歌：鏡黒（真堂圭）
作詞：ノゾミ、作曲・編曲：鈴木達也
  - OVA『こどものじかん 2学期』2科目 特典CD収録
12. マシュマロティック [4:46]
歌：宇佐美々（門脇舞以）
作詞：ノゾミ、作曲・編曲：鈴木達也
  - OVA『こどものじかん 2学期』3科目 特典CD収録
13. LOVE STUDY DAYS [3:47]
歌：Little Non
作詞・作曲：Little Non、編曲：菊谷知樹・Little Non
  - インターネットラジオ『こじからじお 2学期』エンディングテーマ
14. 1,2,3 Day [4:32]
歌：Little Non
掛け声：九重りん（喜多村英梨）、鏡黒（真堂圭）、宇佐美々（門脇舞以）
作詞・作曲：Little Non、編曲：松下典由・Little Non
  - OVA『こどものじかん 2学期』エンディングテーマ

## サウンドトラック
テレビアニメのサウンドトラック、2008年1月23日に発売。
テレビアニメ本編のBGMと第6話エンディングテーマ「やさしい」のフルサイズ、およびTVサイズの主題歌が収録されている。CDジャケットには、九重りん、鏡黒、宇佐美々が描かれている。音楽は西田マサラが担当している。
収録曲
1. たのしい学校 [1:33]
2. 明るい日差し [1:35]
3. おだやかな風が吹く [1:39]
4. いたずらっ子たち [1:32]
5. ニヤニヤ〜 [1:38]
6. えろてぃっく? [1:41]
7. 消えない傷痕 [1:46]
8. 追いすがる過去 [2:54]
9. 妄執 [1:37]
10. 淡く切なく・・・ [1:40]
11. KA☆GA☆MI [1:41]
12. 恋とからかい [1:30]
13. また来るね! [0:15]
14. うきうき気分 [1:34]
15. ちょっぴり嬉しい [1:25]
16. 終わる世界 [1:19]
17. 芽生えるココロ [1:41]
18. スロー・こみかる [1:33]
19. 冷たい視線 [1:03]
20. 続くんだよ! [0:04]
21. よい子、わるい子、ふつうの子 [1:44]
22. そして、消えゆく [1:49]
23. せんせーといっしょ [1:30]
24. 只今いたずら考え中 [1:33]
25. 幼き想いの [1:38]
26. 妄想、暴走! [1:20]
27. 日常は、静かに [1:40]
28. それでもそばにいさせてほしい [1:43]
29. 不安と不信と。 [1:25]
30. 天使と太陽 [1:42]
31. 1cmの感情 [1:30]
32. 切なさ、温もり [1:55]
33. 優しさは風の調べ [1:50]
34. ずっと近く、ずっと遠く [1:03]
35. ささやき・えいしょう・いのり [1:52]
36. ときには軽快に [1:02]
37. 幸せを奏でて [1:39]
38. どーしてほしい? [1:45]
39. 冷たい視線 [1:30]
40. かきたてられて [1:49]
41. ツタワラナイキモチ [1:24]
42. それは恋に似ている [1:38]
43. やさしい [4:57]
歌：茶太
作詞：茶太、作曲・編曲：虹音
エンディングテーマ（第6話）
44. れっつ！おひめさまだっこ（TV Size） [1:29]
歌：九重りん（喜多村英梨）、鏡黒（真堂圭）、宇佐美々（門脇舞以）
作詞：畑亜貴、作曲：前澤寛之、編曲：nishi-ken
オープニングテーマ
45. ハナマル☆センセイション（TV Size） [1:30]
歌：Little Non
作詞・作曲：Little Non、編曲：nishi-ken
エンディングテーマ（第1〜5、7〜11話）

## ドラマCD
テレビアニメのドラマCD。2008年1月9日に発売。
出演している声優は、間島淳司、喜多村英梨、真堂圭、門脇舞以、田中涼子、沢海陽子、杉田智和、天野由梨が出演している。ディスクジャケットには、九重りん、鏡黒、宇佐美々が描かれている。
収録内容
| トラック | トラック名                       | 時間  |
| -------- | -------------------------------- | ----- |
| 01       | まどろみのなかで                 | 3:54  |
| 02       | はむはむバナナ♪                  | 10:08 |
| 03       | あの日あの時……もし、君だったなら | 4:11  |
| 04       | ほけんたいいく                   | 11:49 |
| 05       | こどもだったじかん               | 5:42  |

## ラジオCD
インターネットラジオ『こじからじお』のラジオCD。2007年11月21日に発売。ディスクジャケットには、九重りん、鏡黒、宇佐美々が描かれている。収録されている内容は、新規収録された内容である。
収録内容
| トラック | トラック名                                      | 時間 |
| -------- | ----------------------------------------------- | ---- |
| 01       | オープニングトーク -思えば遠くに来たもんだ-     | 1:15 |
| 02       | こじかクイズ -生き残るのはダレだ!?-             | 9:13 |
| 03       | FUJIYAMA -KING OF COASTERS-                     | 3:47 |
| 04       | 働くおね〜さん -富士急ハイランドは忙しい!-      | 6:25 |
| 05       | ハイパー視聴覚ゲーム -きこえな〜い-             | 7:03 |
| 06       | お弁当のじかん -もう充分頑張ったよ!?-           | 5:52 |
| 07       | どんだけオリエンテーリング -走り走って東奔西走- | 8:17 |
| 08       | 戦慄迷宮! -絶叫!ゾンビの館-                     | 5:13 |
| 09       | エンディングトーク -家に着くまでが遠足です-     | 3:15 |
| 10       | あんなこと こんなこと（BONUS TRACK）            | 4:01 |